# Maculo
Maculo (do quimbundo ma'kulu) era uma doença, endêmica em muitas partes do mundo, especialmente no Brasil, durante o período colonial, decorrente da falta de higiene provocada pelas condições a que eram submetidos os cativos.
Também chamada de corrução ou mal-de-bicho ou achaque do bicho, enfermidade do bicho, corrução, corrupção do bicho, corrupção, mal-do-sesso e relaxação do sesso, no Brasil — recebeu noutras partes os nomes de "el bicho", "mal del culo", "bicho del culo", "enfermedad del guzano" — entre os hispanos, e pelos índios de teicoaraíba.
Consistia numa infecção bacteriana com disenteria, de ocorrência mundial, que poderia ter ou não complicações decorrentes da miíase.

## Características
Acometia os jovens escravos negros mas também podia ocorrer eventualmente entre os índios e europeus. A doença, uma retite inflamatória, consistia na presença de muco mal-cheiroso, ulcerações com relaxamento do esfíncter anal externo.
Dentre os sintomas estavam a febre, dor de cabeça aguda, dores e enfraquecimento corporais, e algumas vezes a presença de efeitos neurológicos como entorpecimento, sono, delírio, comatose e morte.
O quadro muitas vezes era agravado pela deposição de larvas de insetos nos ferimentos (miíase), quando evoluia para a gangrena retal.

## Ocorrência
Apesar de autores antigos, como Guilherme Piso (Historia Naturalis Brasiliae), darem-no como mal exclusivo do Brasil, tem-se que foi registrada até mesmo antes na Indonésia holandesa, por Jacob Bontius. Também era crença errônea, como registrou Theodor J.H. Langaard, que fosse trazida da África.
Em tempos mais recentes o maculo foi registrado entre seringueiros na Amazônia por Murilo Campos.

## Primeiros registros
Crê-se que terá sido o médico português, Aleixo de Abreu, o primeiro europeu a estudar esta maleita, já no séc. XVII, denominando-a «mal-de-bicho». Abordou expressamente esta temática no seu «Tratado do Alai de Luanda», o qual vem anexo ao livro Tratado de Ias Siete Enfermedades, obra publicada em Lisboa em 1623.
Além da obra de Piso, que denominou o mal de ulcus et inflammatio, também Carl Friedrich Philipp von Martius a registrou, batizando-a de inflammatio ani. Um dos primeiros livros escritos no Brasil, intitulado "O que é o achaque do bicho", de Miguel Dias Pimenta, tratava deste mal. No século seguinte José Maria Bomtempo, médico de D. Pedro I, registrou ter sofrido do mal quando esteve na África. Em 1903 Patrick Manson deu-lhe o impróprio nome de retite gangrenosa epidêmica, que falha porque não é sempre que provoca gangrena e tem caráter endêmico, ao invés de epidêmico; entretanto esta é a denominação comumente usada em trabalhos acadêmicos.

## Terapêutica
Entre os índios usava-se espremer o sumo do tabaco e outros vegetais no local ferido, para o combate das larvas das moscas. Seu trato era feito com enemas, banhos, introdução no reto de fatias de limão ou supositórios de folhas (tais como erva-do-bicho e pimenta malagueta), pólvora, aplicados como pírola (pasta ou massa) ou através de sacatrapos (pedaços de pano ou fios embebidos nas soluções). Eram usados, ainda, água de Labarraque, ou em solução de cânfora, fenicol ou cresol. Na amazônia usavam-se pírolas com sabão, pólvora e pimenta.